# (5644) Maureenbell
(5644) Maureenbell es un asteroide perteneciente al cinturón de asteroides descubierto el 22 de agosto de 1990 por Henry E. Holt desde el Observatorio del Monte Palomar, Estados Unidos.

## Designación y nombre
Designado provisionalmente como 1990 QG2. Fue nombrado Maureenbell en honor a Maureen E. Ockert-Bell, especialista en procesamiento de imágenes en la Universidad de Cornell, ha publicado resultados sobre las propiedades físicas y ópticas de los sistemas de anillos de Saturno, Urano y Júpiter, sobre las propiedades físicas y radiativas del polvo en la atmósfera de Marte, y en las nubes en la atmósfera de la Tierra.

## Características orbitales
Maureenbell está situado a una distancia media del Sol de 3,125 ua, pudiendo alejarse hasta 3,474 ua y acercarse hasta 2,776 ua. Su excentricidad es 0,111 y la inclinación orbital 14,32 grados. Emplea 2018,28 días en completar una órbita alrededor del Sol.

## Características físicas
La magnitud absoluta de Maureenbell es 12,1. Tiene 15,926 km de diámetro y su albedo se estima en 0,09. 